# Rurutu
Rurutu ist die nördlichste bewohnte Insel der Austral-Inseln im Pazifischen Ozean und liegt 572 km von Papeete Tahiti entfernt. Lediglich das unbewohnte Atoll Maria liegt noch weiter nördlich.

## Geographie
Politisch gehört Rurutu zum französischen Übersee-Territorium Französisch-Polynesien und bildet eine eigene, gleichnamige Gemeinde. Rurutu wurde 1769 von James Cook auf dessen erster Südseereise entdeckt.
Die in Nord-Süd-Richtung langgestreckte Insel weist eine Fläche von 32,75 km² auf und erreicht im Mont Taatioe eine Höhe von 389 Metern über dem Meer. Bei Rurutu handelt es sich um ein Gehobenes Atoll mit einem vorgelagerten Riff sowie einer vollständig ausgetrockneten Lagune.
Rurutu ist in jüngerer Zeit auch als Stelle zur Walbeobachtung bekannt geworden: Buckelwale paaren sich hier zwischen Juli und Oktober in sichtbarer Nähe zur Küste.

## Geologie
Rurutu bildet einen Teil des vulkanischen Lineaments der Austral-Inseln. Das Eiland entstand im Miozän (Serravallium) vor rund 13 Millionen Jahren als Vulkan des Macdonald-Hotspots, auf den auch der gleichnamige Seamount zurückgeht. Die unterlagernde Ozeanische Kruste ist 84 Millionen Jahre alt und stammt aus dem frühen Santonium.
In einer ersten Entwicklungsstufe, die bis ins frühe Tortonium vor 10,5 Millionen Jahre dauerte, wuchs der Seamount allmählich heran. Anfänglich ergossen sich tholeiitische, alkalibasaltische, pikrobasaltische und hawaiitische Kissenlaven in nicht allzu bedeutender Wassertiefe. Nachdem die Insel aufgetaucht war, wurde der Vulkanismus alkalireicher und es flossen subaerisch Alkalibasalt- und Hawaiitlaven aus, die einen Schildvulkan errichteten. Sâmtliche älteren Vulkanite sind geochemisch sehr reich an der radiogenen HIMU-Komponente des Erdmantels. Die HIMU-Komponente wird als Anzeiger rezyklierter ozeanischer Kruste angesehen und zeichnet sich durch sehr hohe 206Pb/204Pb-Verhältnisse aus, die sich durch hydrothermalen Rubidiumverlust bzw. durch Verlust von Rubidium und 204Pb beim partiellen Aufschmelzen während der Subduktion erklären lassen.
In den nächsten vier Millionen Jahren (bis ins Messinium vor 6,5 Millionen Jahren) wuchs um den gesamten Schildvulkan ein massives Korallenriff bestehend aus Wackestone- und Packstonestrukturen.
Vor etwa 1,1 Millionen Jahren (Pleistozän) driftete Rurutu dann im Verbund mit der sich nach Westnordwest bewegenden Pazifischen Platte über den Arago-Hotspot, der jetzt zirka 120 Kilometer weiter südöstlich liegt (die Plattengeschwindigkeit beträgt 110 Millimeter/Jahr). Dadurch wurden die Insel und ihr Saumriff um 150 Meter angehoben. Steilwände entstanden im Korallenriff, das außerdem von mit an Konkretionen reichen Karsthöhlen durchsetzt wurde.
Zwischen 1,1 und 0,6 Millionen Jahren ergossen sich die jüngeren Vulkanite – sehr alkalireiche Lavaströme basanitischer und basanitisch-hawaiitischer Zusammensetzung.

## Geomorphologie
In den Kliffs der herausgehobenen Kalksteinwände sind Brandungshohlkehlen zu erkennen. Es lassen sich drei Niveaus unterscheiden:
- eine rezente Brandungsplattform
- eine mittelholozäne Brandungshohlkehle mit Plattform
- eine Brandungshohlkehle des letzten Interglazials.

Die rezente Brandungshohlkehle wird 2 bis 3 Meter hoch und ist 3 bis 6 Meter ins Gestein eingeschnitten. Das so genannte mittelholozäne Niveau, Englisch mid-holocene highstand oder abgekürzt MHH, datiert im Bereich der Australinseln auf 2000 v. Chr. bis ins Jahr 0. Die zugehörige Hohlkehle liegt auf + 1,2 bis + 1,7 Meter über dem aktuellen Meeresspiegel. Auf + 8 bis + 10 Meter folgt die Brandungshohlkehle des letzten Interstadials (MIS 5), die mit 118.000 bis 126.000 Jahren datiert wird.
Auf Rurutu herrscht tropische Wirbelsturmgefahr, da die Australinseln im Schnitt alle 6 bis 7 Jahre von Zyklonen getroffen werden. So ließ beispielsweise 1991 der Wirbelsturm Wasa ein Geröllfeld aus Korallenkalkblöcken auf der Riffplattform zurück, das selbst heute noch zu sehen ist.

## Bevölkerung
Die 2322 Einwohner (Stand: 2012) verteilen sich hauptsächlich auf die drei Dörfer Moerai, Hauti und Avera. 2,5 km nordöstlich von Moerai befindet sich der Flughafen der Insel (IATA: RUR, ICAO: NTAR). Seit dem Besuch des französischen Staatspräsidenten François Mitterrand im Jahr 1990 hat sich der Tourismus deutlich entwickelt und sich neben Landwirtschaft und Fischerei zu einem bedeutenden Erwerbszweig entwickelt. Die indigenen Einwohner Rurutus waren, einzigartig in Französisch-Polynesien, Höhlenbewohner. Als Wohnstätten dienten die im gehobenen Korallenring —in Polynesien makatea genannt – vorhandenen und mit Konkretionen gefüllten Höhlen.

## Traditionelle Gliederung
Rurutu wurde traditionell in neun Distrikte gegliedert:
Diese sind im Uhrzeigersinn, beginnend im Nordwesten:
| \| # \| Distrikt \| districts ...[7] \| commune associée \| km² \| Koordinaten \| \| - \| ------------- \| ---------------- \| ---------------- \| --- \| ----------------------------- \| \| 1 \| Una'a \| de l'Ouest \| Moera'i \| … \| 22° 26′ 23″ S, 151° 22′ 31″ W \| \| 2 \| Moera'i \| «urbanises» \| Moera'i \| … \| 22° 27′ 7″ S, 151° 20′ 31″ W \| \| 3 \| Peva \| «urbanises» \| Moera'i \| … \| 22° 28′ 16″ S, 151° 19′ 22″ W \| \| 4 \| 'Auti (Hauti) \| «urbanises» \| 'Auti (Hauti) \| … \| 22° 29′ 16″ S, 151° 19′ 32″ W \| \| 5 \| Papara'i \| du Sud \| 'Auti (Hauti) \| … \| 22° 30′ 56″ S, 151° 20′ 1″ W \| \| 6 \| Na'a'iroa \| du Sud \| 'Auti (Hauti) \| … \| 22° 31′ 21″ S, 151° 20′ 25″ W \| \| 7 \| Naru'i \| du Sud \| Avera \| … \| 22° 30′ 35″ S, 151° 21′ 3″ W \| \| 8 \| Avera \| «urbanises» \| Avera \| … \| 22° 28′ 54″ S, 151° 21′ 4″ W \| \| 9 \| Vitaria \| de l'Ouest \| Avera \| … \| 22° 27′ 2″ S, 151° 22′ 37″ W \| |               |               |                  |     |                               |
| # | Distrikt      | districts ... | commune associée | km² | Koordinaten                   |
| 1 | Una'a         | de l'Ouest    | Moera'i          | …   | 22° 26′ 23″ S, 151° 22′ 31″ W |
| 2 | Moera'i       | «urbanises»   | Moera'i          | …   | 22° 27′ 7″ S, 151° 20′ 31″ W  |
| 3 | Peva          | «urbanises»   | Moera'i          | …   | 22° 28′ 16″ S, 151° 19′ 22″ W |
| 4 | 'Auti (Hauti) | «urbanises»   | 'Auti (Hauti)    | …   | 22° 29′ 16″ S, 151° 19′ 32″ W |
| 5 | Papara'i      | du Sud        | 'Auti (Hauti)    | …   | 22° 30′ 56″ S, 151° 20′ 1″ W  |
| 6 | Na'a'iroa     | du Sud        | 'Auti (Hauti)    | …   | 22° 31′ 21″ S, 151° 20′ 25″ W |
| 7 | Naru'i        | du Sud        | Avera            | …   | 22° 30′ 35″ S, 151° 21′ 3″ W  |
| 8 | Avera         | «urbanises»   | Avera            | …   | 22° 28′ 54″ S, 151° 21′ 4″ W  |
| 9 | Vitaria       | de l'Ouest    | Avera            | …   | 22° 27′ 2″ S, 151° 22′ 37″ W  |